# 陳鵬仁
陳鵬仁（1930年12月2日—），台灣學者、政治人物，原名陳鼎正，出生於臺南縣山上鄉，曾任亞東關係協會東京辦事處職員、中國國民黨中央委員會黨史委員會主任委員、中正文教基金會副董事長、彌堅基金會董事長。
東京大學國際關係學博士，曾任教東吳大學、中國文化大學、東海大學、拓殖大學、北京大學等。專研中日關係史、日本政治、日本社會、日本文學、日本歷史文化等問題。
於2004年馮滬祥性侵害菲傭案之偵審期間為馮做偽證，其罪行於2017年經減刑後遭判處有期徒刑6個月。

## 外部連結
- 中國文化大學
- 中國文化大學日本語文學系所

1. ↑  馮滬祥性侵菲傭 5親友偽證也遭判刑 （页面存档备份，存于）, 自由時報, 2017-05-01